# Letitia Dean
Letitia Jane Dean (Potters Bar, Hertfordshire; 14 de noviembre de 1967) es una actriz y cantante británica, más conocida por interpretar a Sharon Watts-Rickman en la serie británica EastEnders.

## Biografía
Letitia es hija de Leslie, un sastre y de Ellie Dean, tiene dos hermanos mayores, Martin Dean y Stephen J. Dean, un artista.
Es muy buena amiga de las actrices Hannah Waterman y Susan Tully, quienes interpretaron a Laura Dunn-Beale y a Michelle Fowler respectivamente en EastEnders.
Salió con el comediante irlandés Ed Byrne, con el fotógrafo Niel McLintock, con los actores Colin Wells y Jack Ellis y con el músico Chris Taggart.
Letita salió con Martin Ball con quien se comprometió, sin embargo la relación terminó. 
Después de salir por solo cuatro meses en el 2001 se comprometió con el ejecutivo Jason Pethers, la pareja se casó el 30 de septiembre de 2002 en la Iglesia All Saints en Marylebone. La actriz Susan Tully fue una de sus damas de honor. Algunos de los actores invitados fueron compañeros de Letitia en EastEnders entre ellos Wendy Richard, Barbara Windsor, Pam St. Clement, Ross Kemp, Steve McFadden, Gillian Taylforth, Gretchen Franklin, June Brown, Lucy Benjamin, Adam Woodyatt, Anna Wing, Paul J Medford, Todd Carty, Ricky Groves, Hannah Waterman, Laila Morse y Anita Dobson, también asistió el actor Antony Cotton. Después de cinco años de matrimonio la pareja anunció en el 2007 que se habían separado.
Desde diciembre del 2007 sale con el modelo y bailarín Bowen Perrin, quien es dieciocho años más joven que ella.

## Carrera
Letitia posee una voz mezzo-soprano. En 1986 cantó junto a Paul J. Medford la canción "Something Outta Nothing", el cual alcanzó el número 12 en las listas del Reino Unido.
El 19 de febrero de 1985 se unió al elenco de la exitosa serie británica EastEnders donde interpretó a Sharon Ann Watts, la malcriada hija adoptiva de Den Watts, hasta 1995. Letitia regresó a la serie en mayo del 2001 e interpretó a Sharon hasta el 2006. El 13 de agosto de 2012 regresó nuevamente a la serie y desde entonces aparece.
En el 2007 participó en quinta temporada del programa Strictly Come Dancing, su pareja fue el bailarín profesional Darren Bennett, la pareja quedó en el cuarto lugar. En enero del 2008 participó en el Strictly Come Dancing Arena Tour, ese mismo año lanzó su DVD de ejercicios llamado Lean Routine.

## Caridad
En 1997 junto a su mejor amiga, Susan Tully trabajaron juntas en la caridad "Plan Ierational", donde fueron enviadas a una remota villa en Senegal para ayudar a poner en marcha uno de los proyectos de la organización que consistía en llevar agua potable a las áreas y zonas más afetadas por la sequía.

## Filmografía

### Series de televisión
| Año                                       | Título                           | Personaje         | Notas                                     |
| ----------------------------------------- | -------------------------------- | ----------------- | ----------------------------------------- |
| 1985 - 1995, 2001 - 2006, 2012 - presente | EastEnders                       | Sharon Watts      | 1,393 episodios                           |
| 1999 - 2000                               | Lucy Sullivan Is Getting Married | Charlotte         | 16 episodios                              |
| 2000                                      | Doctors                          | Marie Pearce      | episodio "Double Trouble"                 |
| 1998                                      | Drop the Dead Donkey             | Melissa Cabriolet | episodio "Beasts, Badgers and Bombshells" |
| 1996 - 1998                               | The Hello Girls                  | Chris Cross       | 15 episodios                              |
| 1997                                      | The Bill                         | Amanda Ronson     | episodio "Playing with Fire"              |
| 1995                                      | Casualty                         | Hannah Chesney    | episodio "Hit and Run"                    |
| 1984                                      | Brookside                        | Dawn              | episodio "Going for Good"                 |
| 1983 - 1984                               | Grange Hill                      | Lucinda Oliver    | 23 episodios                              |

### Películas
| Año  | Título                         | Personaje                         | Notas                             |
| ---- | ------------------------------ | --------------------------------- | --------------------------------- |
| 1995 | England, My England            | Barbara Palmer (Lady Castlemaine) | junto a Lucy Speed y Simon Callow |
| 1993 | Doctor Who: Dimensions in Time | Sharon Watts                      | corto                             |

### Apariciones
| Año  | Programa                            | Notas                      |
| ---- | ----------------------------------- | -------------------------- |
| 2007 | Strictly Come Dancing               | 21 episodios - concursante |
| 2007 | Strictly Come Dancing: It Takes Two | 9 episodios - documental   |

### Teatro
| Año         | Obra                               | Personaje              | Teatro                           | Notas                                                      |
| ----------- | ---------------------------------- | ---------------------- | -------------------------------- | ---------------------------------------------------------- |
| 2010        | Calendar Girls                     | Cora "Miss Julio"/Ruth | -                                | junto a Hannah Waterman, Gemma Atkinson y Lynda Bellingham |
| 2008        | High School Musical (UK)           | Mrs. Darbus            | London's Hammersmith Apollo      | -                                                          |
| 2008 - 2009 | Snow White and the Seven Dwarfs    | Wicked Queen           | Grove Theatre                    | -                                                          |
| 2007        | Cinderella (pantomima)             | Fairy Godmother        | Regent Theatre Ipswich           | -                                                          |
| 2006        | Snow White and the Seven Dwarfs    | -                      | The Deco, Northampton            | -                                                          |
| 2004        | Jack and the Beanstalk (pantomima) | -                      | Birmingham Hippodrome            | junto a Joe Pasquale y Don Maclean                         |
| 2001        | Snow White (pantomima)             | -                      | Orchard                          | -                                                          |
| -           | Loot (comedia)                     | Enfermera Fay          | -                                | junto a Michael Elphick                                    |
| -           | Rattle of a Simple Man             | Prostituta             | Alexandra Theatre, Birmingham    | -                                                          |
| -           | Grease (musical)                   | Sandy                  | -                                | -                                                          |
| -           | Annie (musical)                    | Pepper                 | London's Victoria Palace Theatre | -                                                          |

## Premios y nominaciones
| Año  | Categoría                          | Premio             | Serie      | Resultado |
| ---- | ---------------------------------- | ------------------ | ---------- | --------- |
| 2005 | Outstanding Achievement            | Inside Soap Award  | EastEnders | Ganadora  |
| 2005 | Best Couple (junto a Nigel Harman) | Inside Soap Award  | EastEnders | Nominados |
| 2004 | Best Actress                       | British Soap Award | EastEnders | Nominada  |
| 2004 | Best Dramatic Performance          | British Soap Award | EastEnders | Nominada  |